# 양서파충류학

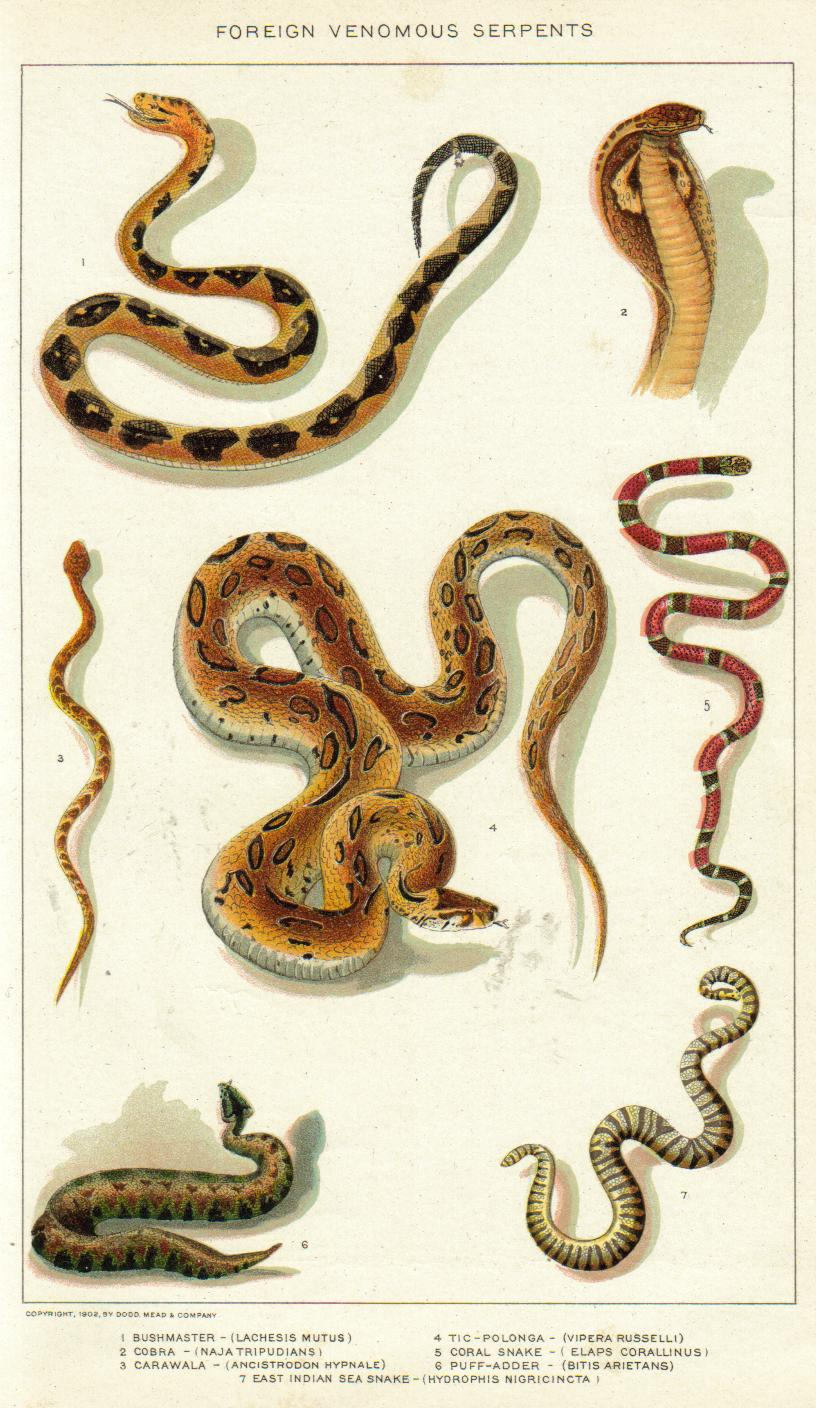

양서파충류학(兩棲爬蟲類學, 영어: herpetology)은 양서류와 파충류를 연구하는 동물학의 한 분야이다. 양서류와 파충류는 변온의 네발동물로, 전통적으로 함께 연구되어 왔다.
양서파충류학은 양서류(개구리, 두꺼비, 도롱뇽, 영원, 무족류(gymnophiona) 포함)와 파충류(뱀, 도마뱀, 양서류, 거북이, 테라핀, 거북이, 악어, 투아타라). 분지학적으로 파충류에 포함되는 새는 전통적으로 여기서 제외된다. 조류에 대한 별도의 과학적 연구는 조류학의 주제이다.
양서파충류학의 정확한 정의는 변온성(냉혈) 네발동물에 대한 연구이다. "herps"("herptiles" 또는 "herpetofauna")의 정의에서는 어류가 제외된다. 그러나 양서파충류학 및 어류학 과학 학회가 협력하는 것은 드문 일이 아니다. 예를 들어, 미국 어류학자 및 양서파충류학자 협회(American Society of Ichthyologists and Herpetologists)와 같은 그룹은 분야 간 아이디어 교환을 촉진하기 위해 저널을 공동 출판하고 회의를 주최했다. 양서파충류학 협회는 사육 및 야생 파충류와 양서류에 대한 관심을 높이기 위해 형성되었다.
양서파충류학 연구는 지구 생태계에서 양서류와 파충류의 역할에 대한 연구를 제공함으로써 다른 분야와 관련된 이점을 제공할 수 있다. 예를 들어, 환경 변화에 매우 민감한 양서류를 모니터링함으로써 양서파충류학자는 심각한 기후 변화가 일어나고 있다는 가시적인 경고를 기록한다. 치명적일 수 있지만 파충류와 양서류에서 생성되는 일부 독소와 독은 인간 의학에 유용한다. 현재 일부 뱀 독은 뇌졸중과 심장 마비를 치료하는 데 효과가 있는 항응고제를 만드는 데 사용되었다.

## 하위 분야
양서파충류학 분야는 개구리와 다른 양서류(수생생물학), 뱀(사류학, ophiology), 도마뱀(도마뱀학, saurology), 거북(거북학, cheloniology)과 같은 특정 분류군을 다루는 영역으로 나눌 수 있다.
더 일반적으로 양서파충류학자들은 양서류와 파충류의 생태학, 진화, 생리학, 행동, 분류학 또는 분자생물학의 기능적 문제를 연구한다. 양서류나 파충류는 습지 생태에서 개구리의 역할과 같은 특정 질문에 대한 모델 생물로 사용될 수 있다. 이러한 모든 분야는 진화적 역사를 통해 서로 연관되어 있으며, 태생(행동과 생식 포함)의 진화가 그 예이다.